# Klederdracht van Hindeloopen

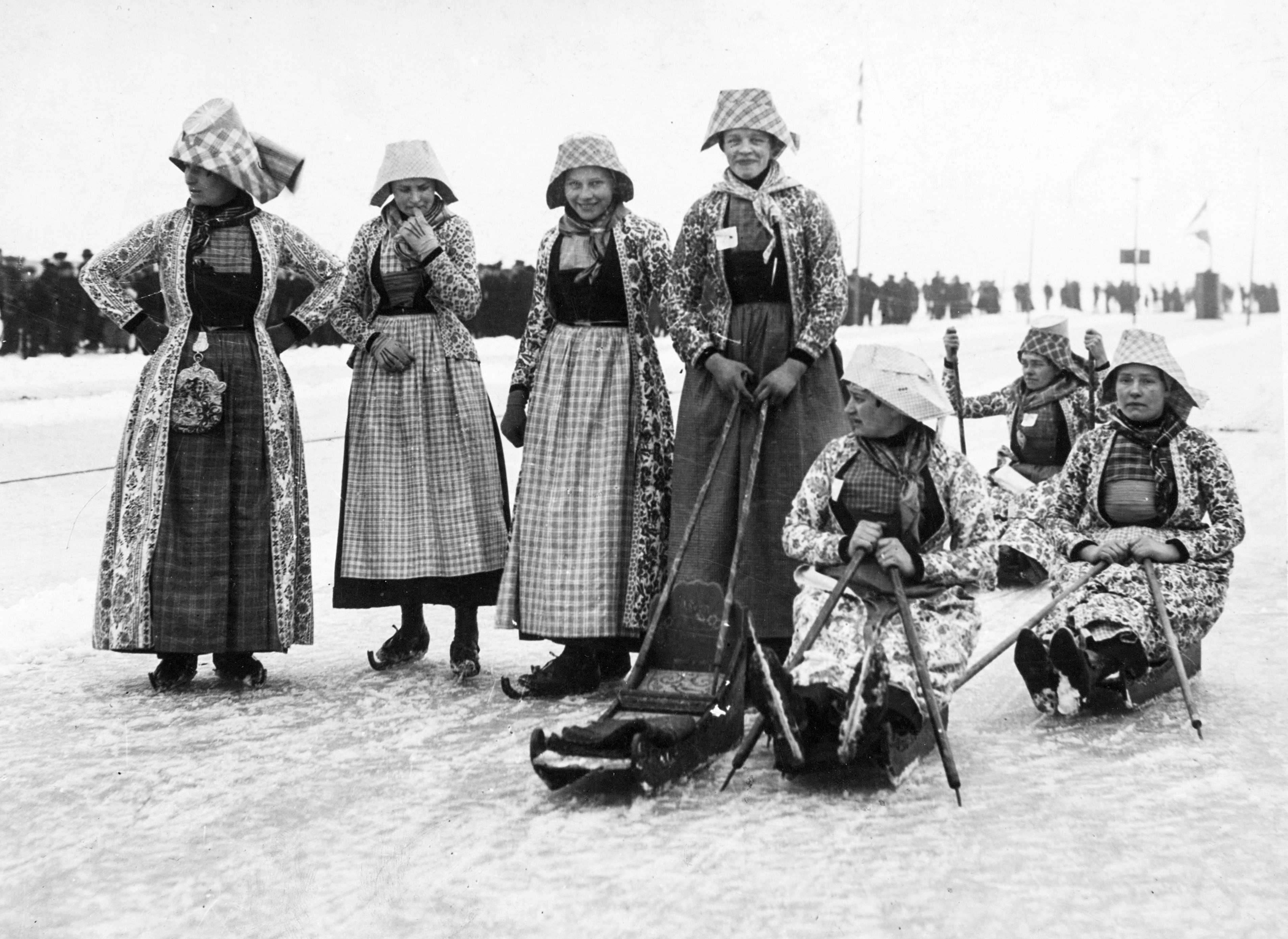
Vrouwen en kinderen op het ijs met de traditionele streekdracht van Hindeloopen, 1924. De vrouw links draagt de fôrflechter.

De klederdracht van Hindeloopen is een Nederlandse streekdracht die rond 1882 verdwenen is. De dracht van vrouwen is een eigen lokale ontwikkeling. De dracht van de mannen is gebaseerd op de mode voor mannen uit de 18e eeuw.

## Geschiedenis
Hindeloopen had oorspronkelijk een geïsoleerde ligging. Daardoor hadden de vrouwen weinig contact met de rest van Friesland. Zij ontwikkelden hun eigen gewoonten, waaronder de streekdracht. Ook het Hindelooper schilderwerk kreeg een geheel eigen stijl. Delen van het Hinderlooper vrouwencostuum hebben een oorsprong in de zestiende eeuw.
Oorspronkelijk werd kleding in Hindeloopen gemaakt van wol en linnen, totdat de VOC eind 17e eeuw kleurige katoenen stoffen begon te importeren. Waarschijnlijk zijn de Hinderlooper vrouwen met deze kleurige sits in aanraking gekomen in Amsterdam. In de winter lagen de Hindelooper schepen in Amsterdam, omdat Hindeloopen zelf geen haven had. De mannen reisden met hun vrouwen in februari naar Amsterdam om de schepen op te halen. Op de terugreis deed men Hindeloopen weer aan en stapten de vrouwen van boord.
Door de economische neergang in Nederland aan de eerste helft van de negentiende eeuw dreigt de welvaart, en daarmee het erfgoed in Hindeloopen verloren te gaan. In 1880 brengen enkele Hindeloopers, O. Roosjen en N.D. Kroese, met oudheidkundige Wopke Eekhoff de kunstige tradities uit de stad weer onder de aandacht. De Historische Tentoonstelling van Friesland in 1877 laat een Hindelooper kamer zien. Daarmee komt ook de Hinderlooper streekdacht weer onder de aandacht.

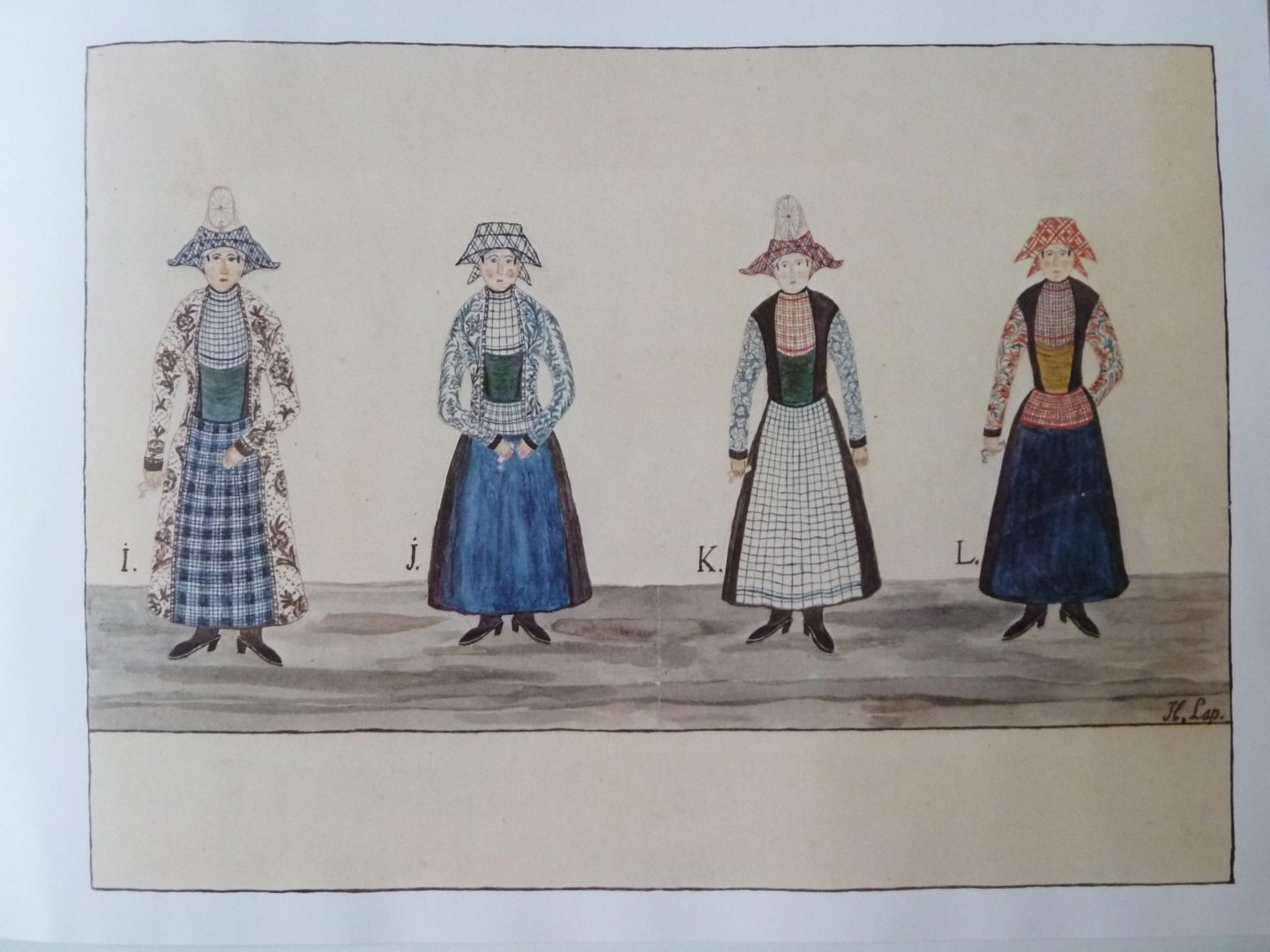
Een tekening van Hendrik Lap, met verschillende varianten rouwkleding.

Veel van de kleding is bekend door de primitieve met aquarel gekleurde tekeningen van Hendrik Lap (Hindeloopen, 1824- 1874). Lap was schoenmakersknecht, en tekende toen de dracht al bijna verdwenen was.
De klederdracht verdween rond 1880 uit het straatbeeld. De dracht werd vanaf dat moment alleen nog bij bijzondere gelegenheden gedragen. De laatste vrouw die dagelijks het Hindelooper kostuum droeg, Maria Dirkje Husser, stierf in 1883.
De folkloristische zang- en dansgroep Aald Hielpen, opgericht in 1912, houdt de klederdracht en andere gebruiken in ere.

## Gebruikte stoffen
Voor het vrouwenkostuum werden fleurige stoffen gebruikt, zoals sits en Oostindisch bont. Sits is met bloemen beschilderde katoen. Oostindisch bont is een geruite katoen, die net als sits oorspronkelijk uit India werd geïmporteerd. De jas wordt gemaakt van sits. Het schort, de voorspelddoek, de omslagdoek en de hoofddracht worden gemaakt van Oostindisch bont in bijpassende kleuren.

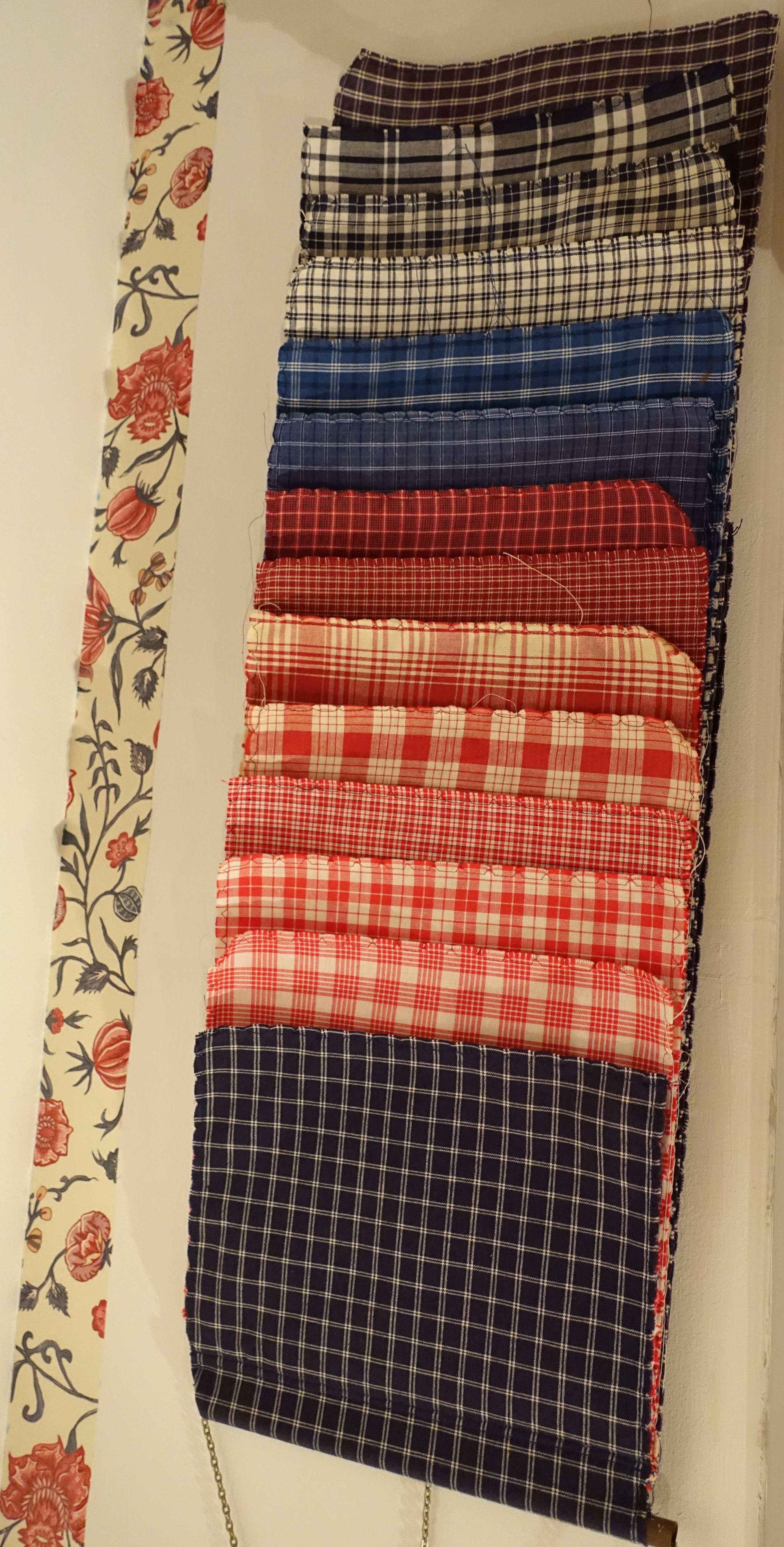
Stalen Oostindisch bont
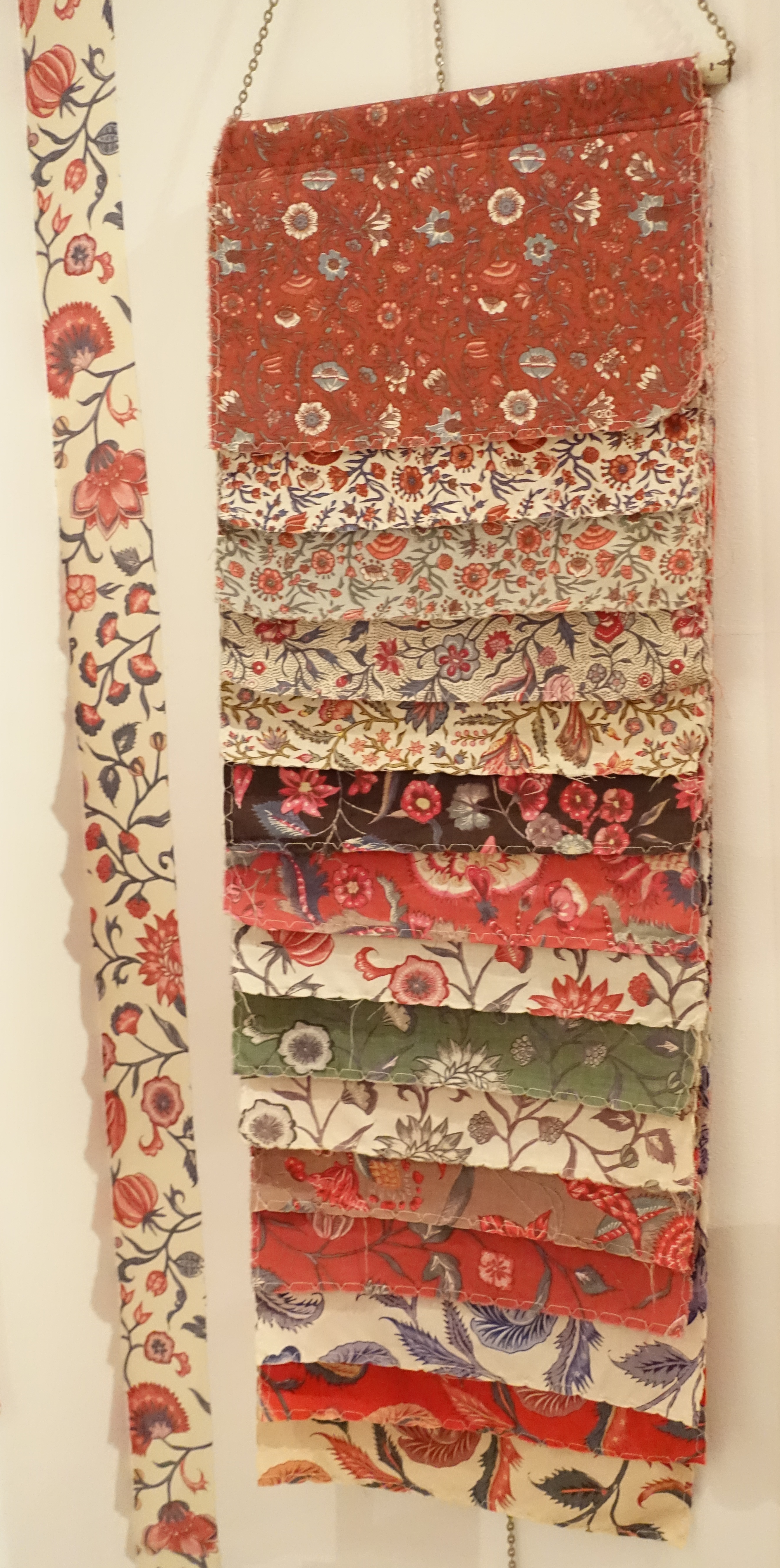
Stalen sits

## Onderdelen van de kleding van vrouwen

### Hoofd- en haardracht

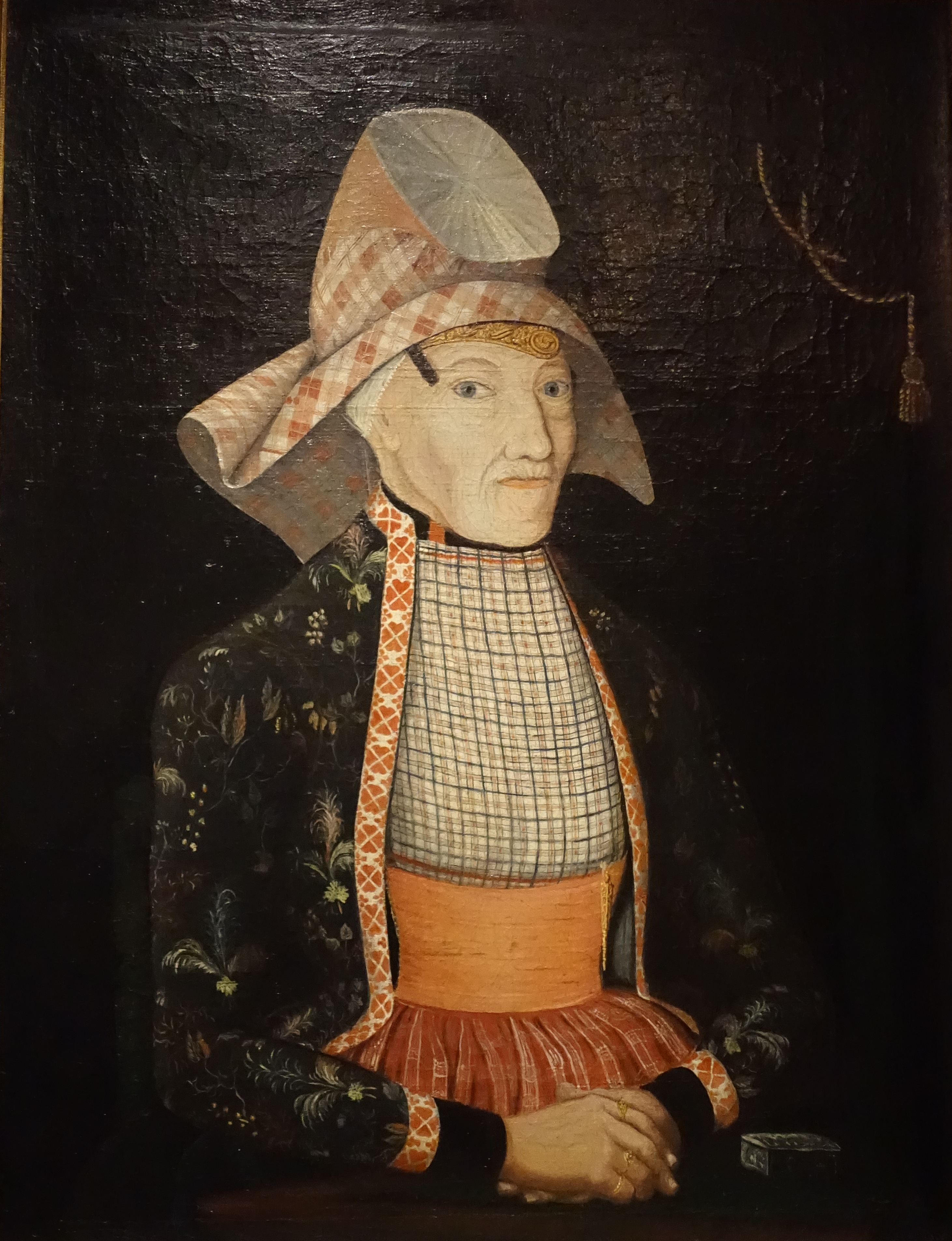
Meinke Willems (1773-1855) geschilderd door Philippus van Drooge (1821-1876). In rouw gezien de donkere kleuren van het jak. Met rijk versierde voorhoofdsnaald, de zwarte lokken en de flip over het oor. Aan haar linkerkant is de rijgnaald te zien waarmee het rijglijf wordt aangetrokken.

Getrouwde vrouwen dragen een fôrflechter of foárflechter, een hoofddeksel in de vorm van een cilinder, waarvan de bovenzijde naar voren staat. Deze was gemaakt van karton, gevoerd met rood laken en overtrokken met kamerdoek. Om dit meestal witte hoedje sloegen zij na de eerste periode van hun huwelijk een zondoek (Fries: sondoek), die uit een vierkante lap werd gevouwen.
Ongehuwde vrouwen dragen alleen deze zondoek van geruite stof. Daarnaast hebben vrouwen een gouden voorhoofdsnaald en dragen zij haarlokken. Bij de oren werd een flip gedragen.
Het haar was niet zichtbaar. Wel droeg de vrouw een paar valse haarlokken op het voorhoofd. Het haar werd samen met repen stof gevlochten en in een spiraal op het hoofd gedrapeerd. Naar verluidt knipten de Hindelooper vrouwen hun haar nooit af en hadden zij lange vlechten.

### Halsdoek
Er wordt een halsdoek om de nek gedragen, vaak van zijde. Een gehuwde vrouw steekt die links in het rijglijf. Dat staat symbool voor het feit dat haar hart bezet is. Een ongehuwde vrouw steekt het rechts in het rijglijf. Deze halsdoek is een latere toevoeging aan de dracht.

### Mouwen en borstlap
Bij werkkleding hoorden losse mouwen en een borstlap. Deze werden van het kostbare sits gemaakt, de rest van de werkkleding niet. De borstlap bedekte het hemd, Frysterhimd, dat bij getrouwde vrouwen aan de voorzijde een spleet had, waar een borst doorheen gestoken kon worden om een kind te voeden.

### Rijglijf

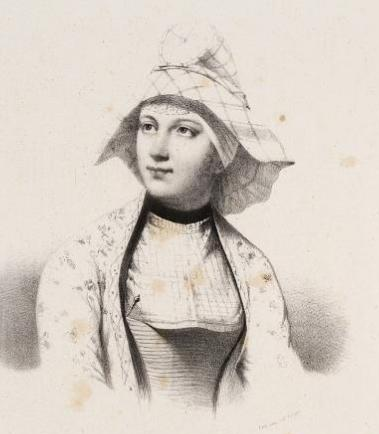
Jonge getrouwde vrouw uit Hindeloopen met de karakteristieke hoed. De rijgnaald zit aan de rechterzijde.

Bij de taille droegen de vrouwen een rijglijf, een soort korset. Ook aan het rijglijf was te zien of de vrouw getrouwd was. Als het rijglijf was dichtgeregen met een veter met behulp van een rijgnaald werd de rijgnaal bij een ongetrouwde vrouw links ingestoken.

### Rok en schort
Onder het rijglijf droeg de vrouw een rok met daaroverheen een schort. De rok was altijd zwart, het schort kleurig. Onder de rok zat een rood baaien onderrok. Het rood was niet zichtbaar, want onderaan zat een zwarte zoom.

### Onderjak
Boven het rijglijf droegen vrouwen een onderjak met losse mouwen. Soms waren die mouwen zeer luxe uitgevoerd, in sits met bladgoud. Deze mouwen konden niet gewassen worden, in tegenstelling tot de losse mouwen voor dagelijks gebruik.

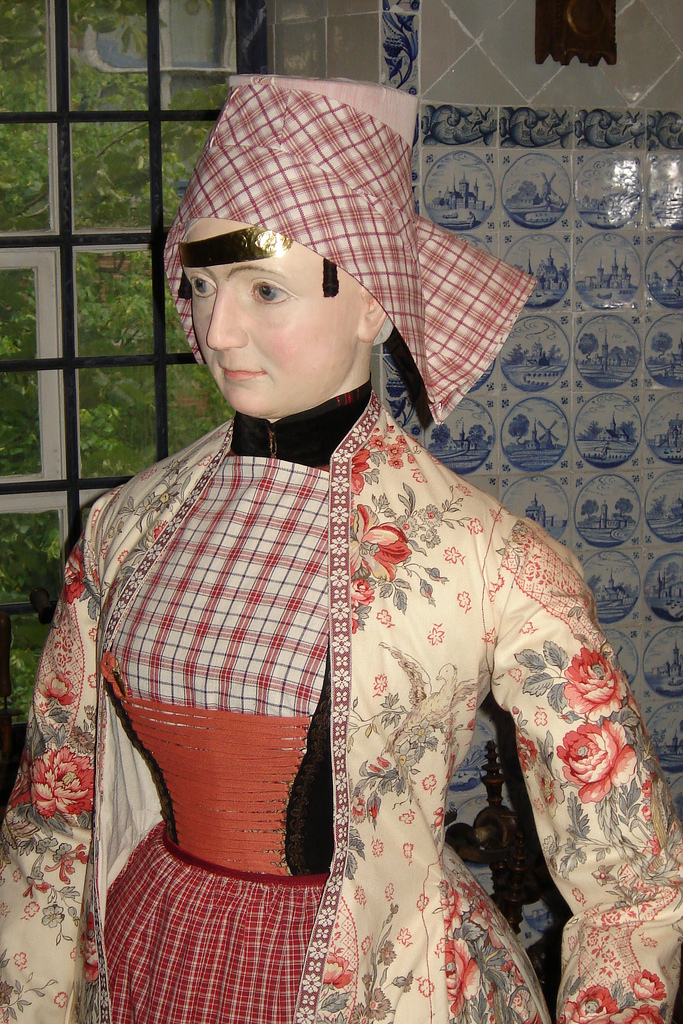
Vrouw met sitsen wentke, voorhoofdsnaald en zwarte haarlokken.

### Overjas: wentke en kassekijntje
De wentke is een lange, getailleerde jas, gemaakt van sits. Deze lange jas werd alleen bij bijzondere gelegenheden, zoals de zondag, gedragen. Oorspronkelijk was de jas van wol of linnen. Meestal was de jas zwart, maar ook wel rood of blauw. Later, vanaf de 18e eeuw, werd kleurige sits gebruikt. De oudere, wollen, wentkes waren alleen gesloten bij de hals en de taille, waarbij een spleet open bleef. De latere wentkes van sits werden alleen gesloten met een haak en oog bij de taille.
De wentkes waren vaak voorzien van een sierstiksel naast de naden, op een afstand van ongeveer 2,5 cm.
Het kassekijntje of kassakijn is een kortere versie van de wentke. De naam is afgeleid van het Franse woord casaquin. Dit goedkopere jasje werd ook door de week gedragen.
In de zomer werden de wentkes en kassekijntjes vanwege de warmte niet gedragen.
De stof van versleten wentkes of kassekijntjes werden wel hergebruikt als bedjasjes. Enkele daarvan zijn in musea terechtgekomen.

### Accessoires
Gehuwde vrouwen hebben een beugeltas. Daarnaast hebben vrouwen een chatelaîne, ook wel prak of tuigje genoemd. Als schoenen droegen de vrouwen muiltjes, die open zijn aan de achterzijde. Ten slotte werd ook aan de zakdoek veel aandacht besteed, die zij rechts droegen. Binnenshuis een eenvoudiger versie, die ook wel gebruikt werd om even iets af te stoffen.

### Huwelijkskleding
Een toekomstige bruid droeg een wentke gemaakt van "melk en bloedsits", wit met rode bloemen. De randen waren gemaakt in rood-witte ruiten. Tijdens het huwelijk zelf was de wentke van zwarte wol. Over het hoofd droegen zij een witte zondoek, die in dit geval witsnoer werd genoemd. De bruid kreeg van haar toekomstige echtgenoot een paar kousenbanden, waarop toepasselijke spreuken waren geborduurd:
Linkerbeen: O Houwlyksband! uw soet verblyden, maakt alles onder uw gemeen.

Rechterbeen: Niets als de doot en kan uw schyden, maakt uw twé harten dan tot één.

### Rouwkleding
In rouw werden minder kleurige stoffen gebruikt. De kleuren zijn dan overwegend blauw. De wentke was ook in de rouw gemaakt van sits, maar dan in een blauwe versie. Tijdens de begrafenis en gedurende de eerste maand daarna droeg men de zwarte rok over het hoofd, als een soort cape. De onderrok was dan niet rood maar blauw.
De rouwperiode duurde lang, zeven jaar, met zeven ‘trappen van verlichting’. De sits werd steeds lichter en kleuriger. Bij de vierde verlichting werd een wentke gedragen van zwarte sits met witte bloemen. Daarna werd de ondergrond wit met blauwe bloemen.

## Onderdelen van de kleding voor mannen

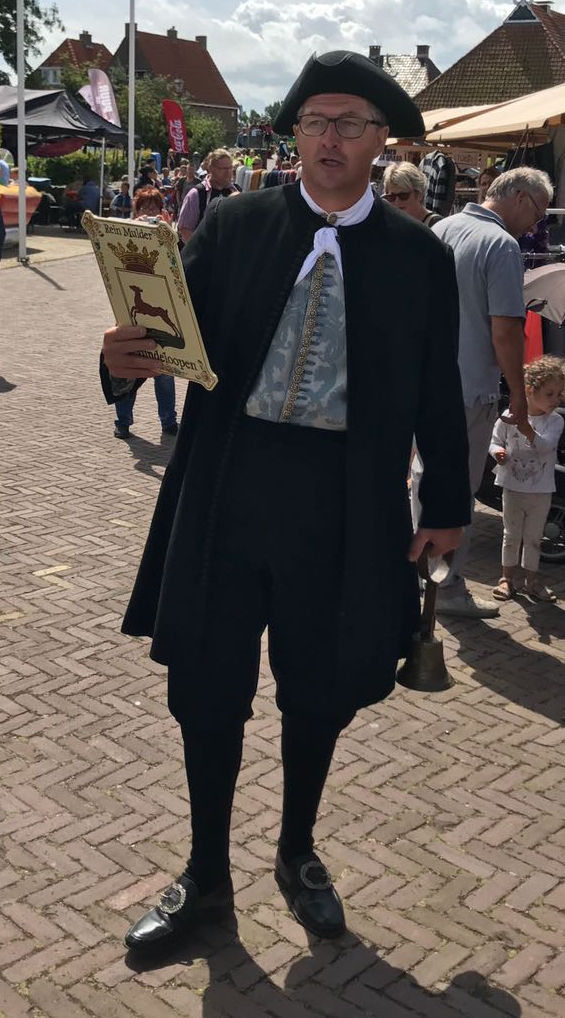
Stadsomroeper in Hindelooper kledij op de Hindelooper havenkade

Mannen droegen een lange, donkere jas met veel knopen, een kuitbroek met daaronder kousen. Onder de jas droegen de mannen een in oorsprong kleurrijk jak, dat van sits, laken, zijde- of woldamast gemaakt kon zijn. Het was een laag om de hals gesloten kledingstuk met lange mouwen. Dit werd ook wel baeitjen of wolhimd genoemd, indien het van baai gemaakt was. Het wolhimd was lang en werd in de broek gestopt. Het jak was oorspronkelijk vaak rood van kleur; simpelweg omdat dit de kleur was waarin baai traditioneel werd geverfd. Later werden de kleuren van de mannenkleding donkerder, terwijl de vrouwenkleding wel erg kleurrijk bleef.
Om de hals droegen de mannen een witte halsdoek. Ze hadden een driehoekige steekhoed op, een tricorne, en lage schoenen met gespen. Mannen droegen als accessoire een horlogeketting met daaraan bijvoorbeeld drie signetten en een horlogesleutel.

## Kinderkleding
Kinderkleding was ook veelal gemaakt van sits, omdat de stof goed wasbaar was. Meisjes tot 7 jaar droegen een rood zijden mutsje, op de kruin afgezet met zwarte koraal.